# مايكروسوفت ستور
متجر مايكروسوفت (بالإنجليزية: Microsoft Store)‏ هو متجر توزيع رقمي في أنظمة تشغيل ويندوز 8 وويندوز سيرفر 2012 والإصدارات الأحدث. يمكن استخدامه لتوفير قوائم لتطبيقات سطح المكتب لتشغيلها في ويندوز 8، ويعتبر أيضاً منصة التوزيع الأولية لنوع جديد من التطبيقات يسمى «تطبيقات متجر مايكروسوفت».
يمكن توزيع التطبيقات المجانية والمدفوعة من خلال متجر مايكروسوفت، والتطبيقات المدفوعة تتراوح في التكلفة من 1,49$ إلى 999,99$. وأتيح متجر مايكروسوفت أول مرة في Windows 8 Consumer Preview في 29 فبراير 2012.
في عام 2015 كان هناك أكثر من 670.000 برنامج مختلف على متجر مايكروسوفت. أكبر مجموعات البرامج كانت الألعاب والترفيه، قبل إضافة أي برنامج يجب أن يجتاز اختبارات الأمان والمحتوى والتوافق.

## التاريخ
احتفظت مايكروسوفت سابقًا بنظام توزيع رقمي مماثل والذي سمح للعملاء بشراء البرامج عبر الإنترنت، قام المتجر بتتبع مفاتيح المنتجات والتراخيص مما يسمح للمستخدمين باسترداد مشترياتهم عند تبديل أجهزة الكمبيوتر، ثم تم إيقافه في نوفمبر 2008.

### ويندوز 8
أعلنت مايكروسوفت لأول مرة عن خدمة التوزيع الرقمية لنظام ويندوز في 13 سبتمبر 2011، كشفت المزيد من التفاصيل التي تم الإعلان عنها أن المتجر سيكون قادرًا على الاحتفاظ بقوائم لكل من تطبيقات ويندوز التقليدية المعتمدة بالإضافة إلى برنامج محكم الحماية يعتمد على إرشادات تصميم مايكروسوفت التي هي مراقبة الجودة والامتثال باستمرار، بالنسبة للمستهلكين يهدف متجر ويندوز إلى أن يكون الطريقة الوحيدة للحصول على تطبيقات.
وفقًا لسياسات دورة حياة مايكروسوفت وصل ويندوز 8 إلى نهاية الدعم الأساسي في 9 يناير 2018 وسيصل إلى نهاية الدعم الممتد في 10 يناير 2023.

### ويندوز 8.1
تم تقديم إصدار محدث من متجر ويندوز في ويندوز 8.1، تم إعادة تصميم صفحته الرئيسية لعرض التطبيقات في فئات مركزة (مثل العروض الشعبية والموصى بها والمجانية والمدفوعة والعروض الخاصة) مع تفاصيل موسعة، بينما تمت إضافة إمكانية تحديث التطبيقات تلقائيًا. لن تتوفر تحديثات التطبيقات المنشورة على المتجر بعد 1 يوليو 2023 لنظام التشغيل ويندوز 8.1، وفقًا لسياسات دورة حياة مايكروسوفت، وصل ويندوز 8.1 إلى نهاية الدعم الأساسي في 9 يناير 2018 وسيصل إلى نهاية الدعم الممتد في 10 يناير 2023.

### ويندوز آر تي
يعد تثبيت التطبيقات والألعاب من متجر ويندوز هو الطريقة الوحيدة للحصول على تطبيقات على هذا الإصدار، وهو إصدار محمول مصمم للتشغيل على الأجهزة اللوحية.

### ويندوز 10
تم إصداره بإصدار محدث دمج أنظمة التوزيع الأخرى في واجهة متجر موحدة لنظام التشغيل ويندوز 10 على جميع الأنظمة الأساسية، مما يوفر التطبيقات والألعاب والموسيقى والأفلام والمسلسلات التلفزيونية والكتب الإلكترونية.
يمكن تجميع تطبيقات الويب وبرامج سطح المكتب التقليدية للتوزيع على متجر ويندوز.
في فبراير 2018، أعلنت مايكروسوفت أن تطبيقات الويب التقدمية ستبدأ في أن تصبح متاحة في متجر مايكروسوفت، وأنها ستضيف تلقائيًا تطبيقات ويب تقدمية عالية الجودة من خلال متتبع بينج أو تسمح للمطورين بإرسال تطبيقات الويب التقدمية إلى متجر مايكروسوفت.
بدءًا من الإصدار 1803 من ويندوز 10، يمكن تنزيل الخطوط وتثبيتها من متجر مايكروسوفت.

### ويندوز 11
في ويندوز 11، تلقى متجر مايكروسوفت واجهة مستخدم محدثة ونافذة منبثقة جديدة مصممة للتعامل مع روابط التثبيت من مواقع الويب.  أعلنت مايكروسوفت أيضًا عن عدد من التغييرات في سياساتها الخاصة بتقديم الطلبات لتحسين المرونة وجعل المتجر «مفتوحًا» بشكل أكبر، بما في ذلك دعم «أي نوع من التطبيقات، بغض النظر عن إطار عمل التطبيق وتكنولوجيا التعبئة».

## أدوات المبرمج
يوفر متجر مايكروسوفت أدوات للمطورين (الأشخاص الذين يكتبون برامج) لتتبع التطبيقات في المتجر، يمكنهم تتبع التنزيلات والأموال التي يجنونها ومعرفة ما إذا لم يعمل البرنامج والتقييمات.

## وصلات خارجية
- الموقع الرسمي